# Mychajło Kałyta
Mychajło Hryhorowycz Kałyta, ukr. Михайло Григорович Калита, ros. Михаил Григорьевич Калита, Michaił Grigorjewicz Kalita (ur. 27 września 1961 we Lwowie) – ukraiński piłkarz, grający na pozycji napastnika, trener piłkarski.

## Kariera piłkarska

### Kariera klubowa
Rozpoczął karierę piłkarską w SKA Lwów, gdzie odbywał służbę wojskową. Potem występował w Podilla Chmielnicki. Zakończył karierę w Zirce Kirowohrad, w której przez 6 sezonów zdobył 57 bramek.

## Kariera trenerska
Po zakończeniu kariery zawodniczej rozpoczął pracę trenerską. Najpierw pracował w DJuSSz Kirowohrad. W maju 1997 pełnił obowiązki głównego trenera Zirki Kirowohrad. W latach 1999–2003 prowadził SK Mikołajów. W 2004 został zaproszony na stanowisko głównego trenera klubu Spartak-Horobyna Sumy. W latach 2007–2008 pomagał trenować FK Lwów. W styczniu 2009 objął stanowisko głównego trenera MFK Mikołajów, z którym pracował do kwietnia 2010 roku.